# عطيفة طيرية
عطيفة طيرية (الاسم العلمي:Campylobacter volucris) هي نوع من البكتيريا تتبع جنس العطيفة من فصيلة العطيفات.